# تاریخچه شیر و خورشید
تاریخچه شیر و خورشید نوشته  سید احمد کسروی تبریزی (۸ مهر ۱۲۶۹–۲۰ اسفند ۱۳۲۴) تاریخ‌نگار، زبان‌شناس، پژوهشگر، حقوق‌دان و اندیشمند ایرانی در توصیف نشان ملی ایران است که نخستین بار در سال ۱۳۰۹ خورشیدی منتشر کرده‌است.

## خواست نگارش
کسروی خواستش را در انتشار این کتاب کوتاه ولی گویا چنین توصیف می‌کند:
... چگونگی آنکه یکی از اروپاییان به وزارت خارجه ایران نامه نوشته بود: «شیر خورشید از کی نشان ایران شده و تاریخچه آن چیست؟!... خورشید در پشت شیر چه معنی می‌دارد؟ !...» وزارت خارجه این پرسش او را به وزارت فرهنگ فرستاده بود و در وزارت فرهنگ چند تنی از دانشمندان وزارتخانه گرد هم نشسته و پس از گفتگوها و سگالش چنین پاسخی نوشته بودند: «ایرانیان باستان چون آتش می‌پرستیده‌اند به خورشید نیز پاسداری می‌نموده‌اند و این است آن را نشان دولتی گرفته‌اند. شیر هم نشانه توانایی دولت است». پاسخی در این زمینه نوشته و فرستاده‌اند.
بیست سال پیش که من تازه به تهران آمده بودم چون این را شنیدم در شگفت شدم زیرا دیدم یک پاسخ بسیار بی‌پایی داده‌اند. راست است که تاریخچه شیر و خورشید را نمی‌دانستم ولی این می‌دانستم که بازمانده از زمان‌های باستان نیست.
آنگاه چیزی را که بایستی از کتاب‌های تاریخی یا از سکه‌ها بجویند و به‌دست آورند و از روی دلیل بنویسند و به آن پرسنده اروپایی پاسخ دهند، گردهم نشسته پنداربافی کرده و فرستاده بودند.
این یکی از بیماری‌های ایرانیان است که در بیشتر چیزها پندارهای خود را بکار اندازند. چیزی که پرسیده شود به‌جای آنکه بگویند ما نمی‌دانیم یا آن را از راهش جستجو کنند اندکی اندیشیده از پندار خود چیزهایی سازند و به شما پاسخ دهند.

خواستم از آن کار دو چیز بود:
یکی آنکه پاسخی به پرسش آن اروپایی داده شود.
دیگری اینکه روشن گردد که هر چیزی را اگر از راهش جویند کمتر رخ دهد که نتیجه به‌دست نیاید.
این بود آنچه مرا به نوشتن آن تاریخچه واداشته است.
احمد کسروی

## ساختار کتاب
مقدمه
دیباچه: داستان این تاریخچه
گفتار یکم: افسانه‌هایی که دربارهٔ شیر و خورشید هست
گفتار دوم: شیر تنها و خوشید تنها
گفتار سوم: خورشید و شیر چگونه بهم پیوسته‌اند؟
گفتار چهارم: شیر و خورشید چگونه نشان رسمی ایران گردیده؟
ضمایم:
پیوست اول: واژه‌های نو
پیوست دوم: لیست کتابها

## نمونه‌ای از متن کتاب
فردوسی:
| یکی زرد خورشید پیکر درفش  |  | زرش ماه زرین غلافش بنفش       |
| زده پیش او پیل پیکر درفش  |  | بنزدش سواران زرینه کفش        |
| یکی شیر پیکر درفش بنفش    |  | درخشان گهر در میان درفش       |
| درفشش ببین اژدها پیکر است |  | بر آن نیزه بر شیر زرین سر است |
| یکی گرگ پیکر درفش از برش  |  | بابر اندر آورده زرین سرش      |
| درفشش پس پشت پیکر گراز    |  | سرش ماه سیمین و بالا دراز     |
| یکی ماه پیکر درفش از برش  |  | بابر اندر آورده تابان سرش     |
| درفشی برآورده پیکر پلنگ   |  | همی از درفشش نیازید جنگ       |
| یکی پیکر آهو درفش از برش  |  | بدان سایه آهو اندر سرش(؟)     |
| درفش پس و پشت پیکر همای   |  | همرفت چون کوه رفته ز جای      |